# Altes Rathaus (Böckingen)

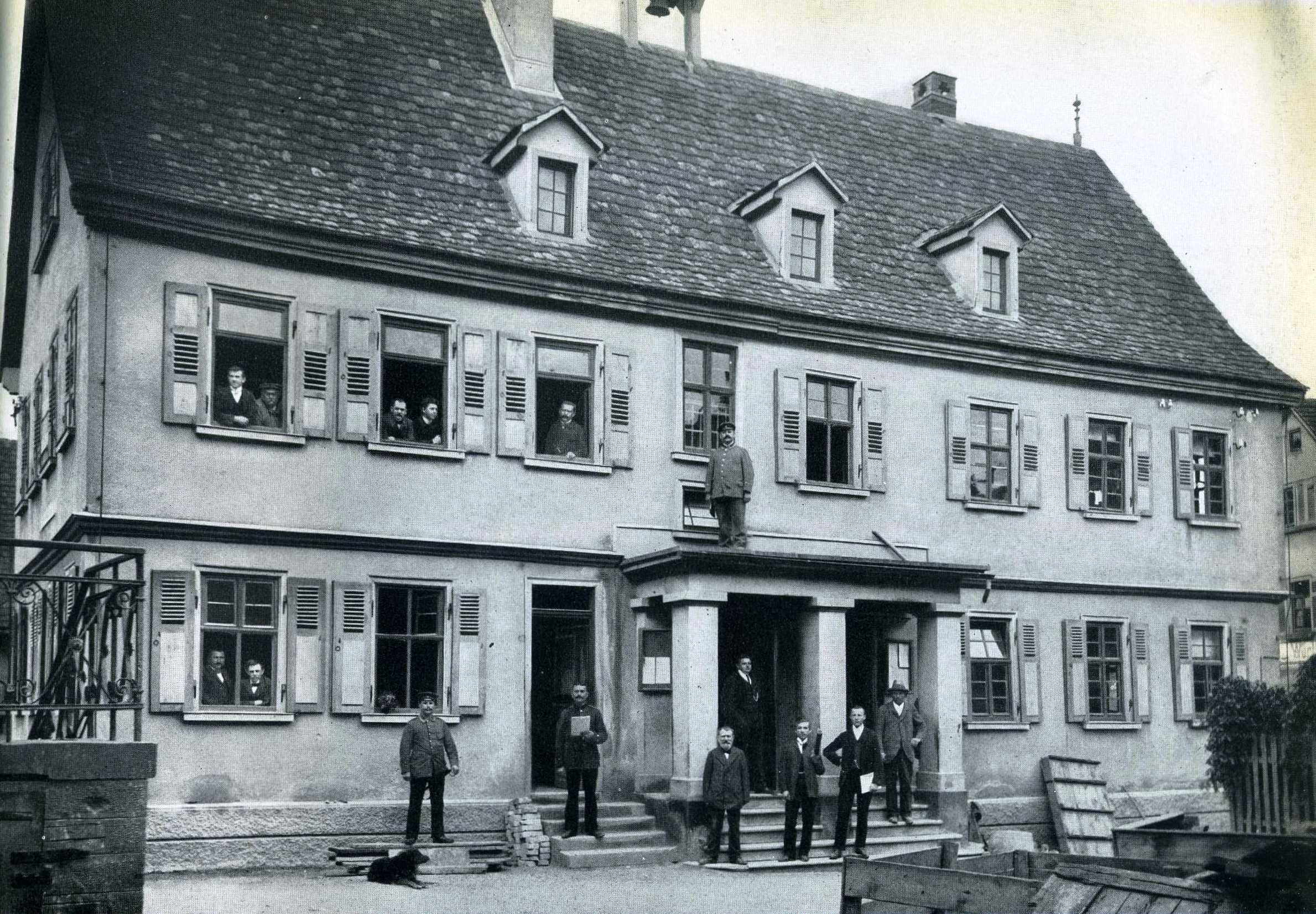
Das alte Rathaus in Böckingen, Foto um 1905

Das Alte Rathaus an der Ecke Rathausgasse/Heilbronner Straße (heute: Rathausstraße/Stedinger Straße) in Böckingen, einem heutigen Stadtteil von Heilbronn, wurde 1775 erbaut und bis 1926 als Sitz der Gemeinde-, später Stadtverwaltung genutzt. Das Gebäude wurde im Zweiten Weltkrieg schwer beschädigt, seine Ruine 1950 abgebrochen.

## Geschichte
Es gab schon seit dem Mittelalter ein Rathaus in Böckingen. 1544 wurde erstmals ein Böckinger Rathaus (Neu- oder Umbau) erwähnt. 1651 wurde wieder das Rathaus beschrieben, als der Rat in Heilbronn den Böckingern erlaubte, von einem der Türme der Reichsstadt Heilbronn ein Glöcklein abzunehmen und dieses im Glockentürmchen auf dem Dachfirst des Rathauses aufzuhängen. Dieses Rathaus ist auf den Plänen von 1731 abgebildet worden. Das alte Rathaus an der Ecke Rathausgasse/Heilbronner Straße (heute Stedinger Straße) Nr. 4 wurde 1775 erbaut und bis 1926 genutzt. Architektonische Details waren das um den Bau führende Holzgesims und der Portikus, der vorne von drei Freipfeilern und hinten von drei Pilastern getragen wurde. Das Gebäude hatte ein Glockentürmchen auf dem Dach.

„Es ist ein langgestrecktes, zweigeschossiges Gebäude mit einem Satteldach, auf dem zur Straße hin drei Gauben sitzen und in der Mitte des Firsts ein Glockentürmchen mit einer kleinen Schlagglocke. Um das Haus führt in Geschoßhöhe eine Holzgesims. Unter einem vorn von drei Freipfeilern, hinten drei Pilastern getragenen Portikus in der Mittelachse des Gebäudes liegt der zweigeteilte Eingang, links daneben, durch eine besondere Tür zugänglich, das Lokal der Polizeiwache. Das Haus ist ganz in Stein aufgeführt.“

Das alte Rathaus diente von 1811 bis zum Bau der Friedenstraßenschule 1878 auch als Schulhaus. Bis 1847 gab es zwei Klassenzimmer, danach drei. Die hygienischen Verhältnisse des Gebäudes waren mangelhaft, so dass der Dekan Lechler bemerken musste: „Ein sehr schlimmer Umstand ist es, daß für die Knaben kein Abtritt vorhanden ist, so daß sie in großem Kreise vor der Schule herumstehend ihre natürlichen Bedürfnisse befriedigen.“
In der Zeit nach 1878, als sich die Einwohnerzahl Böckingens vervielfachte, kam es in der Friedenstraßenschule immer wieder zu Platzmangel, so dass man zeitweilig wieder Schulklassen im alten Rathaus unterbrachte, bevor man 1899/1900 mit dem Bau der Weststraßenschule der Raumnot begegnete. Der Bau der Grünewaldschule 1912/13 bot weiteren Schulraum. Als die Aufgaben der kommunalen Verwaltung nach der Verleihung des Stadtrechts 1919 anwuchsen, wurde das alte Rathaus zu klein, während es mit den bestehenden drei Schulen mehr als genug Schulraum gab. 1925/26 hat man daher die Friedenstraßenschule zu einem Rathaus umgebaut, in dem die Böckinger Stadtverwaltung dann bis zur Eingemeindung nach Heilbronn 1933 ihren Sitz hatte.
Das alte Rathaus wurde im Zweiten Weltkrieg beschädigt, die Ruine 1950 abgebrochen. 
Da die ehemalige Friedensstraßenschule bis 1933 Rathaus war und heute noch in veränderter Form erhalten ist, ist ihr Gebäude ebenfalls als „altes Rathaus“ bekannt.